# نیفتی ۵۰
نیفتی ۵۰ (انگلیسی: NIFTY 50) شاخص معیار بازار سهام هند است و نمایانگر میانگین وزنی ۵۰ شرکت بزرگ هندی می‌باشد، که در بازار بورس اوراق بهادار ملی هند فهرست شده‌اند.